# Varel
Varel é uma cidade da Alemanha localizada no distrito de Friesland, estado de Baixa Saxônia.